# Раде Марјановић
Радослав Раде Марјановић (Краљево, 13. јун 1950) српски је глумац.

## Биографија
Раде Марјановић је рођен у Краљеву 13. јуна 1950. године, али је детињство провео у Крагујевцу и сматра да је Крагујевчанин.
Завршио је Позоришну академију у Београду. Глумом је почео да се бави у Атељеу 212, затим и у Народном позоришту у Београду и Позоришту на Крсту, а члан је Позоришта на Теразијама.
Ширу популарност је стекао тумачећи епизодне улоге у телевизијским серијама за које је сценарио писао Синиша Павић: Бољи живот, Породично благо, Стижу долари, Бела лађа и Јунаци нашег доба.
У јануару 2023. именован је за вршиоца дужности Позоришта на Теразијама.

## Филмографија
| Год.       | Назив                                     | Улога                            |
| ---------- | ----------------------------------------- | -------------------------------- |
| 1970.-те   |                                           |                                  |
| 1974.      | Димитрије Туцовић (ТВ серија)             |                                  |
| 1978.      | Чардак ни на небу ни на земљи (ТВ серија) |                                  |
| 1979.      | Осма офанзива (ТВ серија)                 | милиционер                       |
| 1980.-те   |                                           |                                  |
| 1980.      | Снови, живот, смрт Филипа Филиповића      | Лазар Вукичевић                  |
| 1981.      | Била једном љубав једна                   |                                  |
| 1981.      | Стари Београд                             |                                  |
| 1982.      | Београд некад и сад                       |                                  |
| 1981-1982. | Приче преко пуне линије                   | Оливер                           |
| 1983.      | Љубавно писмо (ТВ)                        | Доктор                           |
| 1984.      | Уби или пољуби                            | Мита Митић                       |
| 1984.      | Супермаркет (серија)                      |                                  |
| 1984.      | Формула 1 (ТВ серија)                     |                                  |
| 1987.      | Сазвежђе белог дуда                       | професор Пантић                  |
| 1987.      | Резервисти                                |                                  |
| 1989.      | Мистер Долар                              | господин који очекује наследство |
| 1989.      | Доме слатки доме                          | инспектор                        |
| 1989.      | Метла без дршке                           | Неша                             |
| 1990.-те   |                                           |                                  |
| 1991.      | Вера Хофманова                            |                                  |
| 1988-1991. | Бољи живот                                | Цигановићев зет Бошко            |
| 1996-1997. | Горе-Доле (ТВ серија)                     | модни менаџер и Кикин шеф        |
| 2000.-те   |                                           |                                  |
| 1998-2001. | Породично благо                           | Милорад Мића Јанковић            |
| 2002.      | Наша мала редакција (ТВ серија)           | власник                          |
| 2002.      | Сахт                                      |                                  |
| 2004-2006. | Стижу долари                              | доктор Јешић                     |
| 2006.      | Реконвалесценти                           | капетан                          |
| 2008.      | Заборављени умови Србије                  | Краљ Милан Обреновић             |
| 2009.      | Забрањена љубав                           | доктор                           |
| 2010.-те   |                                           |                                  |
| 2007-2012. | Бела лађа                                 | водитељ Грујица Грујовић         |
| 2019.      | Јунаци нашег доба                         | старији коцкар Милован           |
| 2020.-те   |                                           |                                  |
| 2021.      | Време зла                                 | Урош Ђурић                       |